# کاشکاروو (شهرستان چکماگوشفسکی، باشقیرستان)
کاشکاروو (انگلیسی: Kashkarovo, Chekmagushevsky District, Republic of Bashkortostan) یک شهرک در شهرستان چکماگوشفسکی استان باشقیرستان کشور روسیه است.